# انجيلا جونسون
انجيلا نيكول جونسون (بالإنجليزية: Anjelah Nicole Johnson) مواليد (14 ايار، 1982)، ممثلة أمريكية، كوميدية ومشجعة سابقة في الدوري الوطني لكرة القدم الأمريكية. اشتهرت جونسون بانضمامها لطاقم مسلسل "MADtv" الكوميدي خلال موسمه الثالث عشر.

## حياتها المهنية
حظيت جونسون بساعة أداء على قناة كوميدي سنترال ببرنامجها الخاص «انجيلا جونسون: هكذا نفعلها» في عام 2009. كما ظهرت جونسون في عدة أفلام مثل «آلفن والسناجب» و «لدينا عرس عائلي».
في 2015 عرض برنامجها الكوميدي الخاص الثالث «انجيلا جونسون: نات فانسي» على نتفليكس في 1 أكتوبر كاليفورنيا.

## حياتها الشخصية
ولدت وتربت جونسون في سان هوزيه (كاليفورنيا)، في عائلة مسيحية محافظة. من اصول مكسيكية و أمريكية أصلية، كانت من فريق مشجعات بوب وارنر لكرة القدم الأمريكية منذ سن الثامنة. بدأت التمثيل بالمدرسة الثانوية واجادت تقليد عدة لهجات. أصبحت لاحقاً من فريق مشجعات اوكلاند رايدرز.
تزوجت جونسون بعضو (فريق كرو 1) الغنائي مانويل ريس عام 2011 في هالف موون باي (كاليفورنيا).

## مسيرتها الفنية

### سينما
| السنة | العنوان         | الدور         | أداء البوكس اوفس | المخرج         |
| 2007  | الصندوق         | دايان         |                  | أي جاي كار     |
| 2009  | آلفن والسناجب   | خوليا اورتيغا | $442,859,798     | بيتي توماس     |
| 2010  | لدينا عرس عائلي | ايزابيل       | $21,409,028      | ريك            |
| 2010  | مارمادوك        | صوت           | $83,761,844      | توم دي         |
| 2013  | كفى حديثا       | كاثي          | $17,497,669      | نيكول هولوفسنر |
| 2014  | مومز نايت اوت   | نادلة المطعم  | $10,429,707      | آندرو ايرون    |
| 2014  | كتاب الحياة     | صوت           | $50,151,543      | خورخي          |

### التلفاز
| السنة     | العنوان                      | الدور     | عدد الحلقات        |
| 2006      | لوف إنك.                     |           | 1                  |
| 2007      | اون ذي آب                    | نفسها     | مقدمة              |
| 2007–2008 | ماد تي. في.                  | عدة ادوار | 4                  |
| 2008      | انتايتيلد دايف كابلان باليت  | ماريا     |                    |
| 2008      | ذا موفي بريفيو اوارد         | نفسها     |                    |
| 2009      | كوميدي سنترال                | نفسها     |                    |
| 2010      | بيتي القبيحة                 | وندي      | الموسم 4 الحلقة 13 |
| 2010      | لوبيز تونايت                 | نفسها     |                    |
| 2016      | ماد تي. في. لم الشمل العشرين | بون كي كي |                    |

## الإسطوانات
| العنوان              | التفاصيل                                                                                 |
| -------------------- | ---------------------------------------------------------------------------------------- |
| احلام على طبق من ذهب | - اطلق: يناير 20، 2015 - النوعية: CD، digital download - استوديو: Warner Music Nashville |

## روابط خارجية
- انجيلا جونسون على موقع IMDb (الإنجليزية)
- انجيلا جونسون على موقع أول موفي (الإنجليزية)
- انجيلا جونسون على موقع قاعدة بيانات الفيلم (الإنجليزية)